# Bobby Madley

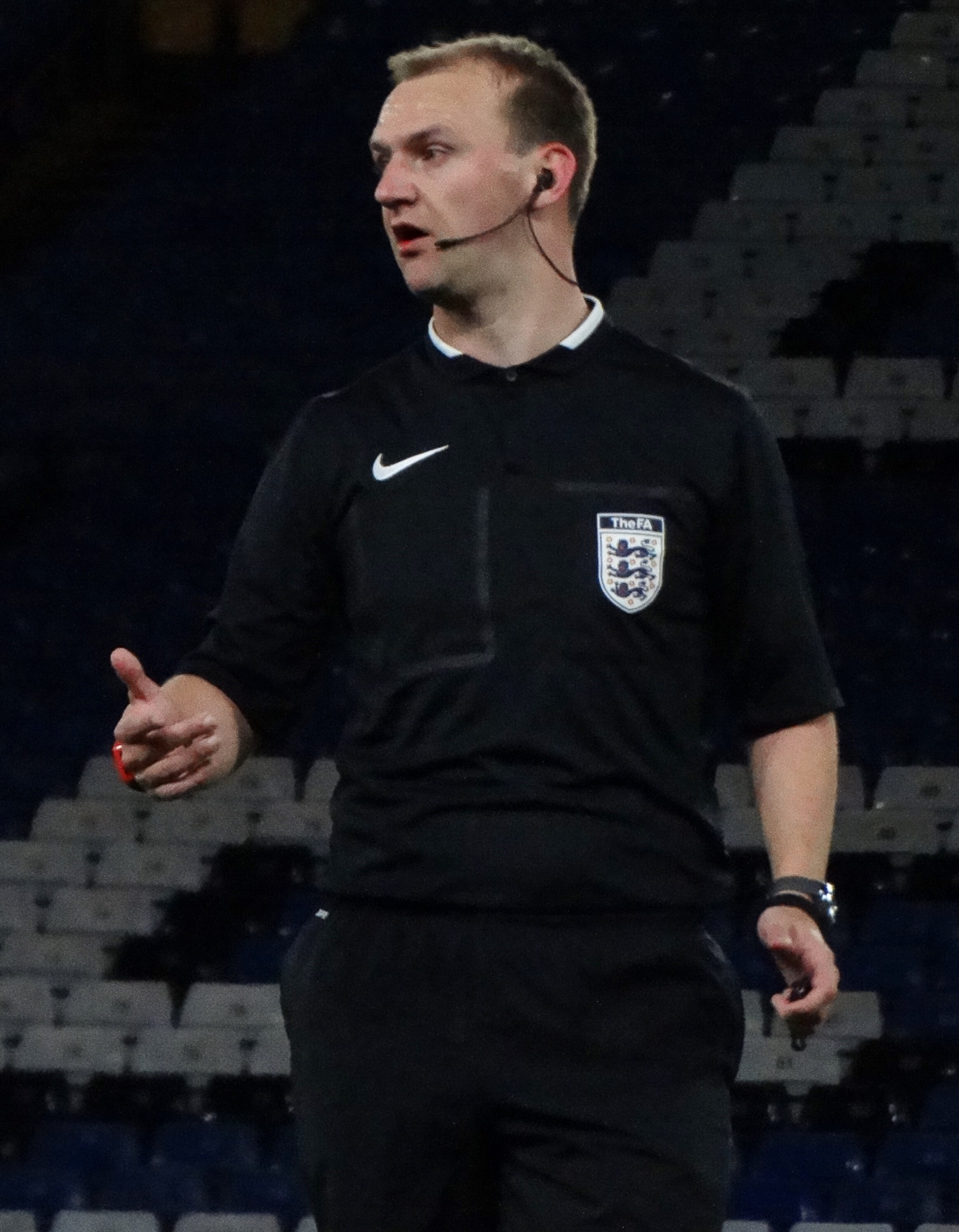
Bobby Madley (2015)

Robert „Bobby“ Madley (* 6. Oktober 1985 in Wakefield, West Yorkshire) ist ein englischer Fußballschiedsrichter.

## Werdegang
Von 2010 bis 2018 war Madley Schiedsrichter der English Football League und leitete Spiele in der EFL League Two, der EFL League One, der EFL Championship und im FA Cup. Ab 2013 bis 2018 war er Schiedsrichter in der Premier League und leitete in diesem Zeitraum insgesamt 91 Premier-League-Spiele.
Von 2016 bis 2018 stand Madley auf der Liste der FIFA-Schiedsrichter und leitete internationale Fußballspiele, darunter jeweils zwei Spiele in der Qualifikation zur Europa League und zur Champions League.
Am 6. August 2017 leitete Madley das Spiel um den FA Community Shield 2017 zwischen dem FC Chelsea und dem FC Arsenal (1:1, 1:4 i. E.).
Im August 2018 erklärte Madley laut einem Statement der PGMOL seinen Rücktritt als Premier-League-Schiedsrichter „aus persönlichen Gründen“. Im Dezember 2019 gab er in einem Zeitungsinterview bekannt, dass er ein Video von einer gehbehinderten Person aufgenommen und dieses mit einem „düsteren Witz“ als Nachricht an einen Freund geschickt hatte, der es an seinen Arbeitgeber weiterleitete, woraufhin Madley von der PGMOL entlassen wurde. Nach seiner Entlassung 2018 zog er nach Norwegen, woher sein Partner stammt und wo er seitdem Spiele in unteren Fußballligen leitete.
Im Februar 2020 wurde nach Gesprächen mit PGMOL bekannt gegeben, dass Madley in der Saison 2020/21 wieder als Schiedsrichter im englischen Fußball tätig sein wird. Seitdem leitet er erneut Spiele im FA Cup, der League One und League Two. Im Oktober 2022 pfiff Madley erstmals nach vier Jahren wieder ein Spiel in der Premier League.

## Privates
Er ist der jüngere Bruder von Andrew Madley (* 1983), der ebenfalls Premier-League- und FIFA-Schiedsrichter ist.